# Zagadkoboty
Zagadkoboty (ang. Spot Bots, 2016) – brytyjski program animowany dla dzieci. Ma on formę quizu. Widzowie muszą odpowiedzieć na pytanie dot. krótkiego, pokazanego wcześniej filmu.
Polska premiera odbyła się 11 lipca 2016 roku na antenie stacji CBeebies.

## Obsada

### Aktorzy
- Lauren Alexandra – Daisy[1]
- Warrick Brownlow-Pike – Aliens
- Ben Faulks – Cosmo

### Głosy postaci
- Natalie Casey – Tangram
- Phoebe Jones – Lexi

### Lalkarze
- Neil Sternberg

## Opis
Program przeznaczony jest dla przedszkolaków. Sympatyczni bohaterowie rozwiązują niezwykle ciekawe zagadki. W każdym odcinku są także gry na spostrzegawczość pozwalające rozwijać uwagę oraz umiejętności poznawcze.

## Wersja Polska
W wersji polskiej wystąpili:
- Małgorzata Musiała – Zagadka
- Patrycja Teterycz – Lexi
- i Artur Blanik – Cubi

Realizacja dźwięku: Karolina Kinder
Kierownictwo produkcji: Paweł Żwan
Opracowanie wersji polskiej: Studio Tercja Gdańsk dla Hippeis Media International
Lektor tyłówki: Jacek Labijak